# 国立高等海洋学校
国立高等海洋学校（こくりつこうとうかいようがっこう、École nationale supérieure maritime）は、フランスのグランテタブリスマン。
商船士官と海事分野のエンジニアを養成している。ル・アーブル、マルセイユ、ナント、ブルターニュの4つの国立商船学校（École nationale de la marine marchande）を再編して設置された。エコロジー・持続可能開発・エネルギー省傘下。